# Asmat

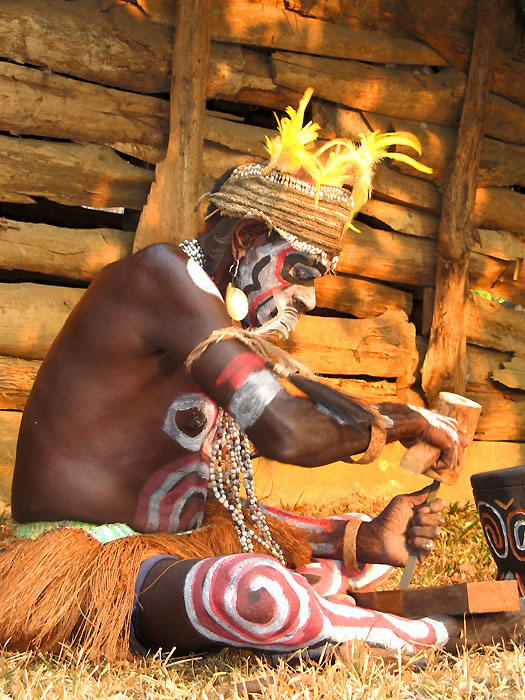
Tallista asmat.

Los asmat son un grupo étnico de la provincia indonesa de Papúa. Poseedores de una de las más conocidas y vibrantes tradiciones de tallado en madera del Pacífico, su arte es codiciado por coleccionistas de todo el mundo.
La región habitada por los asmat se encuentra en la costa sureste de la isla, compuesto por 19 000 km2 de pantanos y selvas tropicales. Parte de esta zona está incluida en el parque nacional de Lorentz, considerado patrimonio de la humanidad.
La población total de esta etnia está estimada en 70 000 personas.
El término "asmat" es utilizado, tanto para referirse a su gente, como para denominar la región que habitan.